# Alliance (Nebraska)
Alliance is een plaats (city) in de Amerikaanse staat Nebraska, en valt bestuurlijk gezien onder Box Butte County.

## Demografie
Bij de volkstelling in 2000 werd het aantal inwoners vastgesteld op 8959.
In 2006 is het aantal inwoners door het United States Census Bureau geschat op 8155, een daling van 804 (-9,0%).

## Geografie
Volgens het United States Census Bureau beslaat de plaats een oppervlakte van
12,3 km², geheel bestaande uit land.

## Plaatsen in de nabije omgeving
De onderstaande figuur toont nabijgelegen plaatsen in een straal van 56 km rond Alliance.